# 定遠郡
定远郡，中国南北朝时设置的郡。亦作临濠郡。
南朝梁天监三年（504年）置临濠郡，属北徐州。临濠郡改名定远郡。大同六年（540年）改属安州。治所在定远县（今安徽省定远县东南大桥乡三官集）。辖境相当今安徽省定远县东南部地。太清三年（549年）被东魏占领，北齐改名广安郡。南朝陈太建五年（573年），南陈夺得广安郡，恢复定远郡之名。太建十一年（579年）定远郡被北周占领，改为广安郡。隋文帝开皇三年（583年）废广安郡，定远县属濠州。